# Jean Musitelli
Jean Musitelli, né le 18 juillet 1946, est un haut fonctionnaire français.

## Biographie
Il est membre du conseil d'administration de l'Institut de relations internationales et stratégiques. Il est auparavant élu administrateur de l'institut François-Mitterrand.
Ancien élève de l'École normale supérieure de Fontenay-Saint-Cloud (voie Lettres 1966) et énarque (promotion Michel-de-L'Hospital), il est agrégé d'italien.
Jean Musitelli, conseiller d'État, a été notamment conseiller diplomatique (1984-1989) et porte-parole (1991-1995) du président de la République, chargé de mission auprès du ministre des Affaires étrangères (1990-1991 et 1997), ambassadeur, délégué permanent de la France auprès de l'UNESCO (1997-2002), puis membre du groupe d'experts internationaux chargés par le directeur général de l'UNESCO d'élaborer l'avant-projet de convention sur la diversité culturelle (2003-2004).
Le 3 mai 2007, il est nommé membre de l'Autorité de régulation des mesures techniques. Il préside depuis la même année l'association Italiques.
Le 23 décembre 2009, il est nommé membre titulaire de la Haute Autorité pour la diffusion des œuvres et la protection des droits sur internet (HADOPI) par Jean-Marc Sauvé, vice-président du Conseil d'État. Il a remis sa démission à la ministre de la Culture en août 2012.
Depuis le 10 mai 2010, il assure la présidence du conseil d'administration de l'association Diversum, qui a pour objectif de favoriser la mise en place de l'économie mauve.

« L’économie mauve renvoie à la prise en compte du culturel en économie. Elle désigne une économie qui s'adapte à la diversité humaine dans la mondialisation et qui prend appui sur la dimension culturelle pour valoriser les biens et services. »

## Décorations
- Chevalier de la Légion d'honneur
- Officier de l'ordre national du Mérite
- Commandeur de l'ordre des Arts et des Lettres